# Equinox
För andra betydelser, se Equinox (olika betydelser).
Equinox, i Japan känt som Solstice II (ソルスティスII?), är ett SNES-spel.

## Handling
I Glendonia har krigaren Glendaals far försvunnit, och Glendaal skall leta reda på honom.

### Fotnoter
1. ↑  ”Equinox” (på svenska). Nintendomagasinet (Kungsbacka: Atlantic) (6 1994):  sid. 10-11 (Power Player). juni 1994. Läst 23 april 2014.